# Миграция рыб

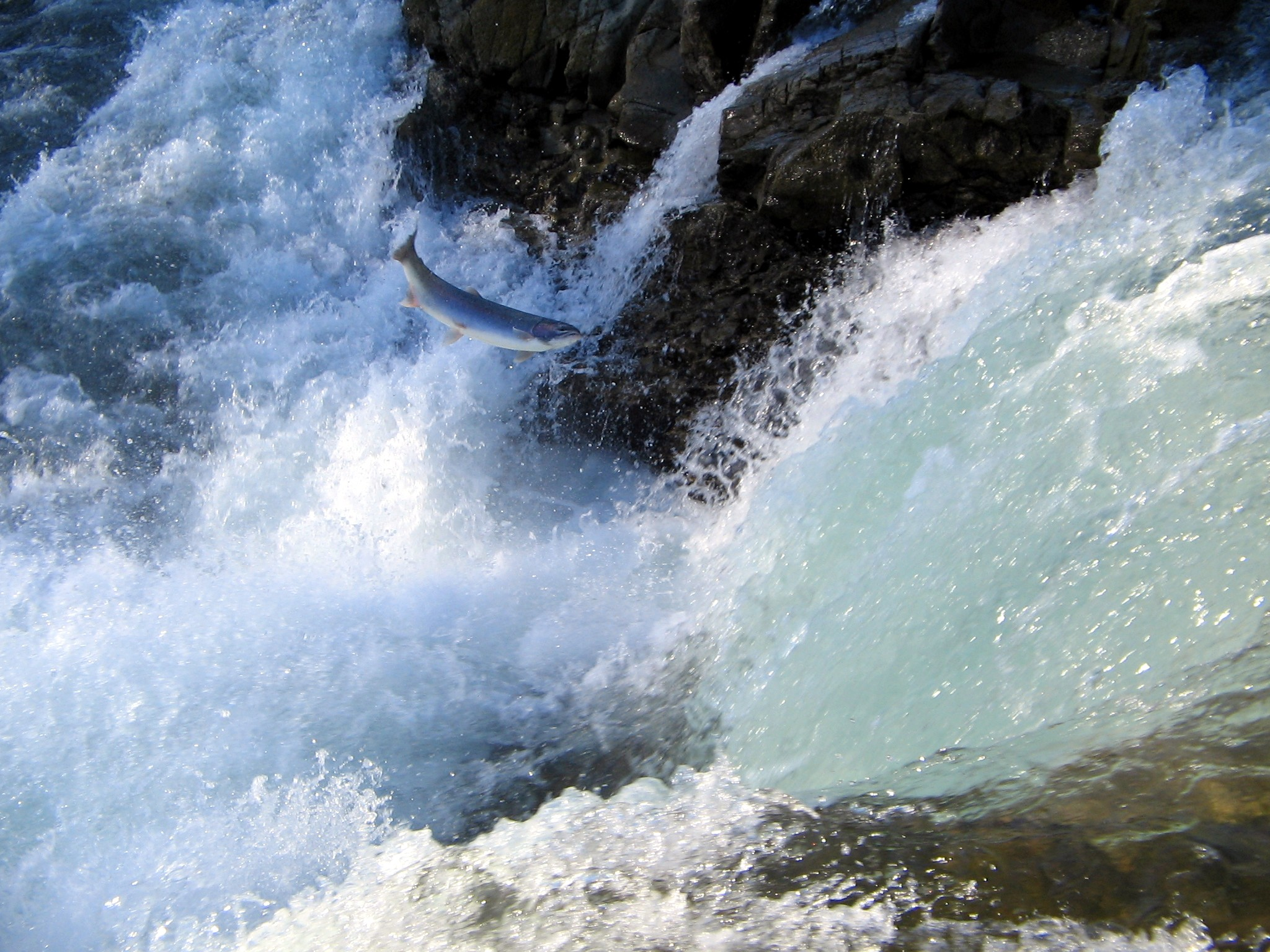
Многие виды лососёвых анадромы и мигрируют на большие расстояния в реки и каналы для размножения

Многие виды рыб совершают регулярные миграции. Частота подобных миграций варьируется от ежедневных до ежегодных, а расстояние — от нескольких метров до нескольких тысяч километров. Миграции обычно связаны с добычей пищи или размножением, хотя в некоторых (отдельных) случаях, причины миграции до сих пор не выяснены.
Миграции отличаются от тех перемещений рыб, которые возникают во время обычной повседневной деятельности, большим масштабом и продолжительностью. Некоторые особые типы миграции являются анадромными, когда взрослые рыбы живут в море и мигрируют в пресную воду для нереста, и катадромными, когда наоборот: взрослые рыбы живут в пресной воде и мигрируют в солёную воду для нереста.
Морские кормовые рыбы часто совершают большие миграции между своими нерестилищами, кормовыми угодьями и питомниками. Перемещения связаны с океанскими течениями и наличием пищи в разных районах мирового океана в разное время года. Миграционные перемещения частично могут быть связаны с тем фактом, что рыба не может идентифицировать собственное потомство, и перемещение таким образом предотвращает каннибализм. Некоторые виды были описаны Конвенцией ООН по морскому праву как далеко мигрирующие виды. Это крупные пелагические рыбы, которые перемещаются в исключительные экономические зоны разных стран и из них, и они рассматриваются в соглашении иначе, чем другие рыбы.
Лосось и полосатый лаврак — хорошо известные анадромные рыбы, а пресноводные угри — катадромные рыбы, совершающие большие миграции. Тупорылая акула — это эвригалинный вид, который свободно перемещается из пресной воды в солёную. Многие морские рыбы совершают вертикальную миграцию, поднимаясь на поверхность для кормления ночью и опускаясь в нижние слои океана днём. Некоторые рыбы, такие как тунец, перемещаются на север и юг в разное время года из-за температурных изменений. Закономерности миграции представляют большой интерес для рыбной промышленности. Также происходят перемещения рыб в пресной воде: часто рыба плывёт вверх по реке, чтобы нереститься, и эти традиционные перемещения все чаще нарушаются из-за строительства плотин.

## Классификация мигрирующих рыб

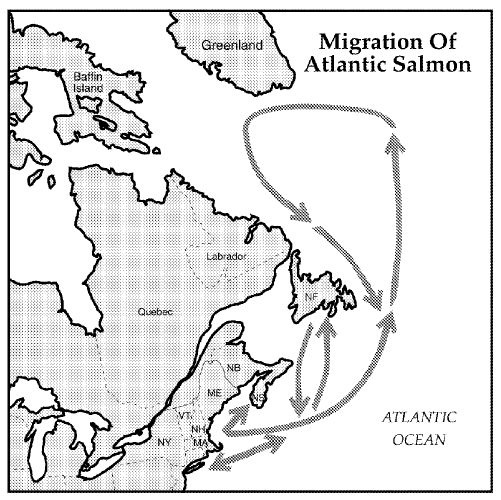
Миграция атлантического лосося из реки Коннектикут в океан

Как и в случае с различными другими аспектами жизни рыб, зоологи разработали эмпирические классификации миграций рыб. В частности выделяют следующие типы мигрирующих рыб:
1. Диадромы (др.-греч. δια- — приставка со значением сквозного движения) совершают миграции из солёных вод в пресные и наоборот (Проходные рыбы). Различают три типа диадромов:
  - Анадромы (др.-греч. ἀνα- — вверх) живут в морях, размножаются в пресной воде. Примерами являются лосось, полосатый лаврак,[4] и морская минога[5].
  - Катадромы (др.-греч. κατα- — вниз) живут в пресных водах, размножаются в море. Примерами являются такие рыбы, как угри.[4][6]
  - Амфидромы (др.-греч. ἀμφι- — оба) перемещаются между пресными и солёными водами в течение жизненного цикла, но не с целью размножения.
2. Потамодромы (др.-греч. ποταμός — река) совершают миграции только в пресных водах.
3. Океанодромы (др.-греч. ὠκεανός — океан) мигрируют лишь в солёной воде.

Хотя эти классификации были созданы для рыб, они, в принципе, применимы к любым водным организмам.

## Кормовая рыба

Миграция исландской мойвы

Кормовые рыбы часто совершают большие миграции между своими нерестилищами, кормовыми угодьями и питомниками. Стаи определённой группы обычно перемещаются в треугольнике между этими основаниями. Например, одна группа сельди имеет своё нерестилище на юге Норвегии, кормовая база в Исландии и питомник в Северной Норвегии. Широкие треугольные перемещения, подобные этим, могут быть важны, потому что кормовые рыбы, питаясь, не могут отличить своё собственное потомство.
Мойва — кормовая рыба из семейства корюшек, обитающая в Атлантическом и Северном Ледовитом океанах. Летом они пасутся на плотных скоплениях планктона на краю шельфового ледника. Более крупная мойва также питается крилем и другими ракообразными. Мойва большими косяками перемещается к берегу, чтобы нереститься и мигрировать весной и летом в богатых планктоном районах между Исландией, Гренландией и Ян-Майеном. На миграцию влияют океанские течения. Весной и летом созревающая мойва совершает крупные миграции вокруг Исландии на север для кормления. Обратная миграция происходит с сентября по ноябрь. Нерестовая миграция начинается к северу от Исландии в декабре или январе.
На схеме справа показаны основные нерестилища и маршруты дрейфа личинок. Мойва на пути к местам кормления окрашена в зелёный цвет, мойва на обратном пути — в синий, а места размножения — в красный.
В статье, опубликованной в 2009 году, исследователи из Исландии рассказывают о своём применении модели взаимодействующих частиц к запасам мойвы вокруг Исландии, успешно предсказав маршрут нерестовой миграции на 2008 год.

## Далеко мигрирующие виды

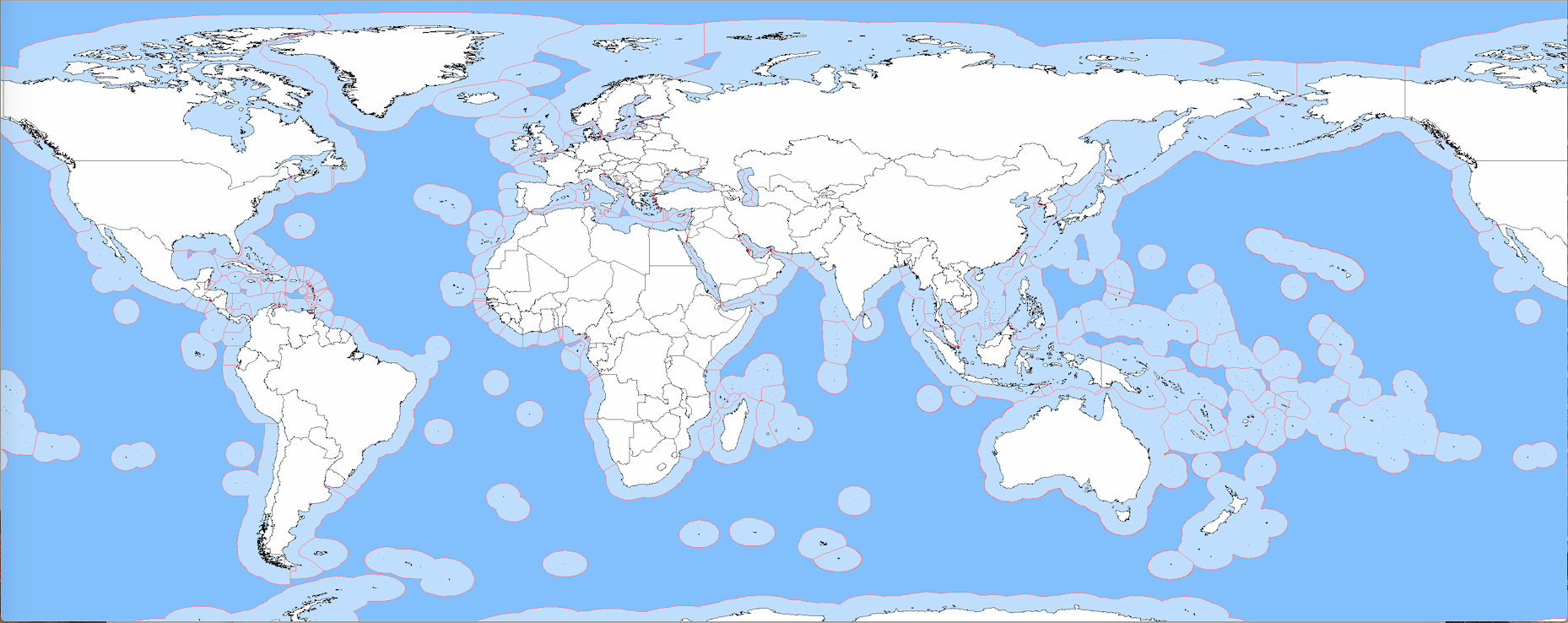
Открытое море, выделенное синим цветом, — это моря, находящиеся за пределами 200-мильной исключительной экономической зоны

Термин далеко мигрирующие виды (HMS) берёт своё начало в статье 64 Конвенции ООН по морскому праву (UNCLOS). Конвенция не даёт рабочего определения этого термина, но в приложении (Приложение 1 UNCLOS) перечислены виды, считающиеся сторонами Конвенции далеко мигрирующими. В список входят: тунец и тунцоподобные виды (длиннопёрый тунец, голубой тунец, большеглазый тунец, полосатый тунец, желтопёрый тунец, чернопёрый тунец, пятнистый тунец, австралийский тунец и поперечно-полосатая макрель-фрегат), морской лещ, марлин, парусник, рыба-меч, карликовая сайра и океанические акулы, дельфины и другие китообразные.
Эти океанодромные виды с высоким трофическим уровнем совершают миграции на значительные, но изменчивые расстояния через океаны для кормления, часто на кормовых рыбах, или размножения, а также имеют широкое географическое распространение. Таким образом, эти виды встречаются как внутри 200-мильных исключительных экономических зон, так и в открытом море за пределами этих зон. Это пелагические виды, что означает, что они в основном живут в открытом океане и не живут у морского дна, хотя они могут проводить часть своего жизненного цикла в прибрежных водах.
Далеко мигрирующие виды можно сравнить с колеблющимися и трансграничными запасами. Ареал колеблющихся запасов присутствует как в исключительной экономической зоне, так и в открытом море. Ареал трансграничных запасов занимает исключительные экономические зоны как минимум двух стран. Запас может быть как колеблющимся, так и трансграничным.

## Другие примеры
Некоторые из наиболее известных анадромных рыб — это виды тихоокеанского лосося, такие как чавыча, кижуч, кета, горбуша и нерка. Эти лососи вылупляются в небольших пресноводных ручьях. Оттуда они мигрируют к морю, где живут от двух до шести лет, пока не повзрослеют. Повзрослев, лосось возвращается в те же ручьи, где сам вылупился из икры. Лосось способен преодолевать сотни километров вверх по реке, и людям приходится устанавливать в плотинах рыбные лестницы, чтобы лосось мог пройти. Другими примерами анадромных рыб являются морская форель, трёхиглая колюшка и морская минога.
Некоторые виды тихоокеанских лососей (чавыча, кижуч и микижа) были завезены в Великие озера США и стали потамодромными, мигрируя между своими родными водами на кормовые угодья полностью в пресной воде.

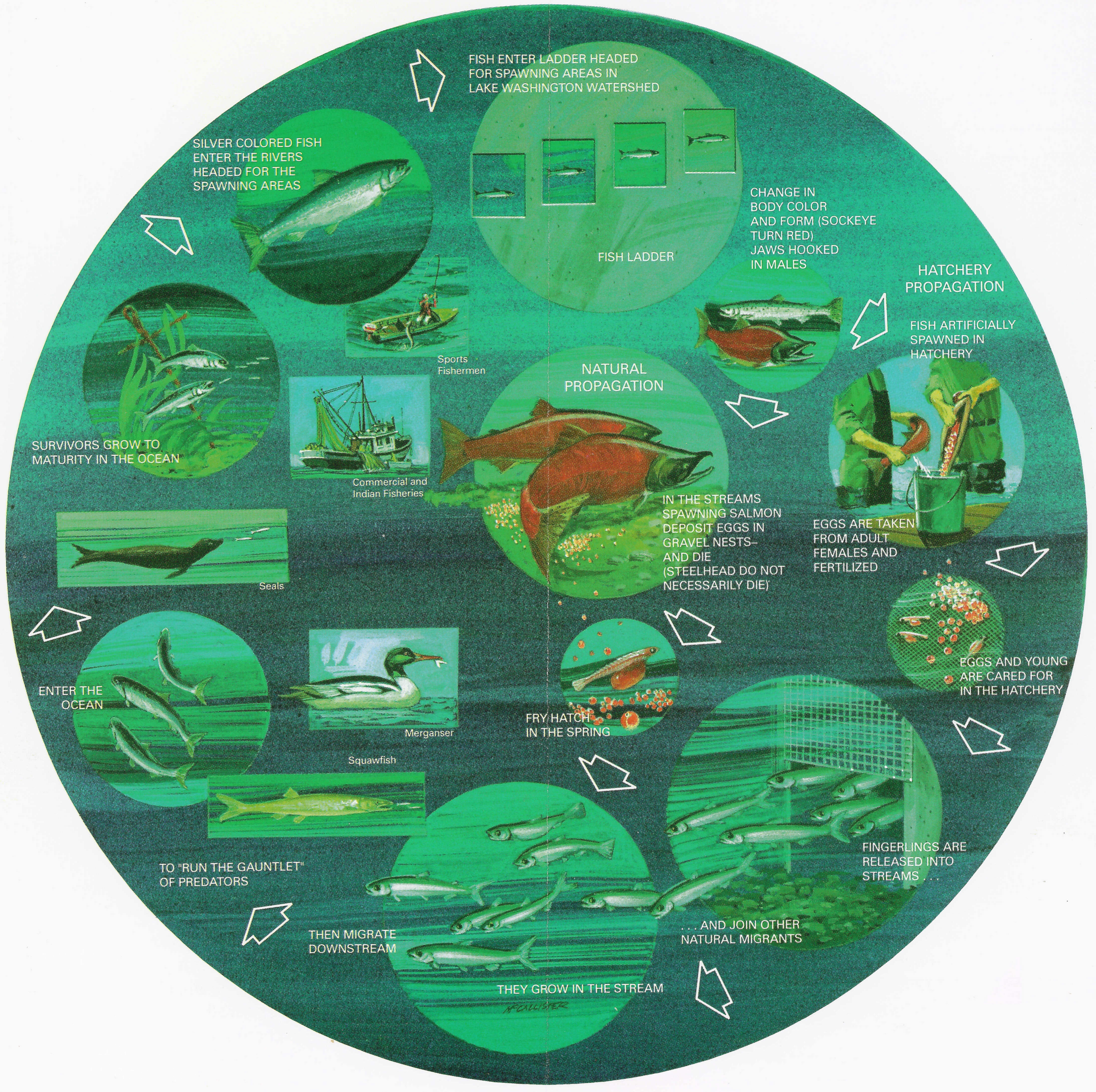
Жизненный цикл рыб анадромов. Из буклета Федерального правительства США

Замечательные катадромные миграции совершают пресноводные угри. Примерами являются американский угорь и европейский угорь, которые мигрируют на огромные расстояния от пресноводных рек, чтобы нереститься в Саргассовом море, и чьи последующие личинки могут дрейфовать в течениях в течение месяцев и даже лет, прежде чем вернуться в свои родные реки и ручьи в виде мальков.
Примером эвригалинного вида является акула-бык, обитающая в озере Никарагуа в Центральной Америке и реке Замбези в Африке. Обе эти среды обитания являются пресной водой, но акулы-быки также мигрируют в океан и из него. В первом случае миграция происходит в Атлантический океан, во втором — в Индийский.
Также распространены суточные вертикальные миграции: многие морские виды ночью кормятся у поверхности, а в дневное время возвращаются на глубину. Некоторые крупные морские рыбы, например тунцы, ежегодно мигрируют с севера на юг и наоборот, следуя за изменениями температуры в океане.
Миграции рыб в пресной воде обычно короче: как правило, они происходят из озера в реку и обратно с целью размножения. Однако потамодромные миграции находящегося под угрозой исчезновения колорадского судака речной системы Колорадо могут быть обширными. Миграции к естественным нерестилищам могут легко достигать 100 км, при этом максимальные расстояния — 300 км, о которых сообщают исследования радиометок. Миграции колорадского судака также демонстрируют высокую степень самонаведения, и рыба может совершать миграции вверх или вниз по течению, чтобы достичь очень специфических мест нереста в каньонах бурной воды.
Иногда рыба может быть разогнана птицами, которые едят рыбью икру. Они переносят икринки в пищеварительном тракте, а затем откладывают их с фекалиями на новом месте. Выживаемость рыбьей икры, прошедших через пищеварительный тракт птицы, невелика.

## История использования
С доисторических времен люди занимались добычей некоторых видов проходных рыб во время их миграций в пресноводные ручьи, в период их наибольшей уязвимости. Известны сообщества, относящиеся к горизонту Миллингстона, которые вели промысел рыбы в Морро-Крик и в устьях других рек Тихоокеанского побережья. В Неваде племя пайютов с доисторических времен заготавливала мигрирующую форель Кларка на реке Траки. Эта практика продолжается и в наши дни, Агентство по охране окружающей среды США поддержало исследования качества воды в реке Траки, чтобы оценить условия обитания популяции данного вида форели.

## Гены миксовирусов
Поскольку лососёвые ведут анадромный образ жизни, они сталкиваются с большим количеством вирусов как из пресноводных, так и из морских экосистем. Белки устойчивости к миксовирусу (Mx) являются частью семейства ГТФаза, которое способствует вирусному иммунитету, и ранее было показано, что радужная форель (Oncorhynchus mykiss) обладает тремя различными генами Mx, которые помогают в защите от вирусов в обеих средах. Количество Mx-генов может различаться у разных видов рыб, причём их число колеблется от 1 до 9, а некоторые исключения, такие как трескообразные, которые полностью утратили свои Mx-гены. Wang et al. (2019) провели исследование, чтобы выявить больше потенциальных Mx-генов, которые находятся в радужной форели. В этом исследовании были идентифицированы ещё шесть генов Mx, которые теперь называются Mx4-9. Они также пришли к выводу, что гены Mx форели «конститутивно по-разному экспрессируются в тканях» и что эта экспрессия увеличивается во время развития. Семейство генов Mx экспрессируется на высоком уровне в крови и кишечнике во время развития, что позволяет предположить, что они являются ключом к иммунной защите растущей рыбы. Идея о том, что эти гены играют важную роль в развитии борьбы с вирусами, предполагает, что они имеют решающее значение для успеха форели в проходном образе жизни.

## Внешние ссылки
- На Викискладе есть медиафайлы по теме Миграция рыб
- United Nations: Introduction to the Convention on Migratory Species
- Living North Sea — International project on tackling fish migration problems in the North Sea Region
- Fish Migration Network — Worldwide network of specialist working on the theme fish migration